# الحرية الأكاديمية
الحرية الأكاديمية هي الاقتناع بأن حرية الاستفسار من قبل أعضاء هيئة التدريس ضرورية لمهمة الأكاديمية وكذلك لمبادئ الأكاديميا، وأنه يجب أن يكون للعلماء حرية لتدريس الأفكار أو الحقائق أو توصيلها (بما في ذلك الأفكار غير الملائمة للسلطات أو للمجموعات السياسية الخارجية) دون أن يكونوا معرضين للقمع أو فقدان الوظيفة أو السجن.
تُعتبر الحرية الأكاديمية مشكلة متنازع عليها، وبالتالي لها قيود في الممارسة. في الولايات المتحدة، على سبيل المثال، وفقًا للبيان الصادر عام 1940 حول الحرية الأكاديمية وتولي المناصب الصادر عن الرابطة الأمريكية لأساتذة الجامعات، يجب أن يكون المعلمون حريصين على تجنب المسائل المثيرة للجدل التي لا علاقة لها بالموضوع المطروح للنقاش. عندما يتكلم المعلمون أو يكتبون في الأماكن العامة، فإنهم أحرار في التعبير عن آرائهم دون خوف من الرقابة أو الانضباط المؤسسي، لكن يجب عليهم التحلي بضبط النفس والإشارة بوضوح إلى أنهم لا يتحدثون عن مؤسستهم. تحمي الحيازة الأكاديمية الحرية الأكاديمية من خلال ضمان عدم فصل المعلمين إلا لأسباب مثل عدم الكفاءة المهنية أو السلوك الذي يثير الإدانة من المجتمع الأكاديمي ذاته.

## خلفية تاريخية

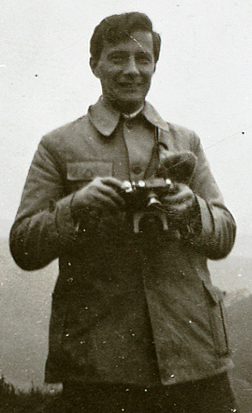
البروفيسور مايكل بولاني

على الرغم من أن فكرة الحرية الأكاديمية لها تاريخ كامن طويل (جامعة ليدن، التي تأسست عام 1575، هي موطن المفهوم الحديث)، فقد صيغت الفكرة أولاً بشكل واضح استجابةً لتجاوزات الدولة الشمولية على العلوم والأوساط الأكاديمية بشكل عام لتعزيز أهدافها الخاصة. خضع البحث العلمي، على سبيل المثال في الاتحاد السوفيتي، لرقابة سياسية صارمة في الثلاثينيات. أعلن أن عدد من مجالات البحث هي "علوم برجوازية زائفة وتم حظرها، وخاصة علم الوراثة وعلم الاجتماع. كان للاتجاه نحو إخضاع العلم لمصالح الدولة أنصار في الغرب، بما في ذلك الماركسي المؤثر جون ديزموند بيرنال الذي نشر «الوظيفة الاجتماعية للعلم» في عام 1939.
جادل مايكل بولاني، على عكس هذا النهج، بأن بنية الحرية ضرورية للنهوض بالعلم، وأن حرية متابعة العلوم من أجل ذاتها هي شرط أساسي لإنتاج المعرفة من خلال مراجعة الأقران والمنهج العلمي.
في عام 1936، ونتيجة لدعوة لإلقاء محاضرات لوزارة الصناعة الثقيلة في الاتحاد السوفيتي، التقى بولاني بوخارين، الذي أخبره أنه في المجتمعات الاشتراكية، توجه جميع البحوث العلمية لتلبية احتياجات الخطة الخمسية الأخيرة. أدت طلبات البحث العلمي المخطط لها مركزيًا في بريطانيا إلى قيام بولاني بالتعاون مع جون بيكر لتأسيس جمعية الحرية في العلوم. عززت الجمعية مفهومًا ليبراليًا للعلم باعتباره استقصاءً حرًا ضد النظرة الفعّالة التي مفادها أن العلم يجب أن يكون موجودًا في المقام الأول لخدمة احتياجات المجتمع.

ادّعى بولاني، في سلسلة من المقالات، أعيد نشرها في ازدراء الحرية عام 1940 ومنطق الحرية عام 1951، أن التعاون بين العلماء مماثل للطريقة التي ينسق بها العملاء أنفسهم داخل السوق الحرة. مثلما يحدد المستهلكون في السوق الحرة قيمة المنتجات، فإن العلم هو نظام تلقائي ينشأ نتيجة للمناقشة المفتوحة بين المتخصصين. لذلك لا يمكن للعلم أن يزدهر إلا عندما يكون للعلماء الحرية في متابعة الحقيقة كغاية في حد ذاتها:
يتعاون العلماء، الذين يختارون بحرية للمشاكل ويتابعونها في ضوء حكمهم الشخصي، مثل أعضاء في منظمة مترابطة. مثل هذا التنسيق الذاتي للمبادرات المستقلة يؤدي إلى نتيجة مشتركة غير مسبوقة.

أي محاولة لتنظيم المجموعة تحت سلطة واحدة من شأنها أن تقضي على مبادراتهم المستقلة، وبالتالي تقلل من فعاليتها المشتركة ليخضعوا لشخص واحد يوجههم من المركز. سيشل هذا التنظيم، بالتأكيد، تعاونهم.

## الأساس المنطقي
يعتقد أنصار الحرية الأكاديمية أن حرية الاستفسار من قبل الطلاب وأعضاء هيئة التدريس ضرورية لمهمة الأكاديمية. يجادلون بأن المجتمعات الأكاديمية تتعرض مرارًا وتكرارًا للقمع نظرًا لقدرتها على تشكيل تدفق المعلومات والتحكم فيها. عندما يحاول الباحثون تعليم أو توصيل أفكار أو حقائق غير ملائمة للجماعات السياسية الخارجية أو للسلطات، فقد يجدون أنفسهم مستهدفين بالتشهير العلني أو فقدان الوظيفة أو السجن أو حتى الموت. على سبيل المثال، في شمال إفريقيا، اكتشف أستاذ الصحة العامة أن معدل وفيات الرضع في بلده كان أعلى من الأرقام الحكومية المشار إليها. وعليه فقد خسر وظيفته وسُجن.
يُشار إلى مصير علم الأحياء في الاتحاد السوفيتي أيضًا كسبب لاهتمام المجتمع بحماية الحرية الأكاديمية. رفض عالم الأحياء السوفيتي تروفيم ليسينكو العلوم الغربية، ثم ركز بشكل أساسي على إحراز تقدم في علم الوراثة النظرية، استنادًا إلى البحث مع ذبابة الفاكهة، واقترح نهجًا أكثر ارتباطًا اجتماعيًا بالزراعة يستند إلى المبادئ الجمعية للمادة الجدلية. (سمى ليسينكو ما توصل إليه بالميشورينية، ولكنها معروفة اليوم باسم الليسينكوية). أثبتت أفكار ليسينكو أنها جذابة للقيادة السوفيتية، ويرجع ذلك جزئياً إلى قيمتها على أنها دعاية، وفي النهاية أصبح مديرًا للأكاديمية السوفيتية للعلوم الزراعية. وجه ليسينكو، بعد ذلك، بعملية تطهير للعلماء الذين صرّحوا عن أفكار مُضرّة، ما أدى إلى طرد مئات العلماء السوفيت أو سجنهم أو موتهم. ثم نُفذت أفكار ليسينكو في المزارع الجماعية في الاتحاد السوفياتي والصين. يُعتقد أن المجاعات التي نتجت جزئيًا عن نفوذ ليسينكو تسببت في مقتل 30 مليون شخص في الصين وحدها.
أكاديميون من أجل الحرية الأكاديمية في المملكة المتحدة هي حملة للمحاضرين وأعضاء هيئة التدريس والباحثين الذين يرغبون في الإدلاء ببيان عام لصالح الاستعلام المجاني والتعبير الحر. وينطوي بيانهم حول الحرية الأكاديمية على مبدأين رئيسيين:
1. أن الأكاديميين، داخل وخارج الفصول الدراسية على حد سواء، لديهم حرية غير مقيدة في السؤال واختبار الحكمة التي تلقوها، وطرح آراء مثيرة للجدل وغير شعبية، سواء اعتبروا مسيئين أم لا.
2. أن المؤسسات الأكاديمية ليس لها الحق في الحد من ممارسة هذه الحرية عن طريق أعضاء من موظفيها، أو استخدامها كأسباب لاتخاذ إجراءات تأديبية أو الفصل.

تعتقد حملة أكاديميون من أجل الحرية الأكاديمية وأولئك الذين يتفقون مع مبادئها أنه من المهم للأكاديميين ألّا يكونوا قادرين على التعبير عن آرائهم فحسب، ولكن أيضًا تمحيص تلك الآراء وفتح مزيد من النقاش. فهم يعارضون فكرة إخبار الجمهور عن «الأكاذيب النبيلة» ويعتقدون أنه لا يجب حماية الناس من وجهات النظر المتطرفة.